# Saturn Ion
La Ion è un'autovettura compact prodotta dalla Saturn Corporation dal 2002 al 2007. È basata sul pianale Delta della General Motors e venne offerta in due versioni, berlina quattro porte e berlina aerodinamica quattro porte. La Ion sostituì la Saturn S-Series nel 2002 e venne rimpiazzata dalla Saturn Astra, versione della Opel Astra H ottenuta tramite badge engineering, nel 2008. Fino al 2006 fu la più lunga vettura compact venduta in Nord America. La produzione e la vendita della Ion terminarono nel marzo del 2007.

## Storia

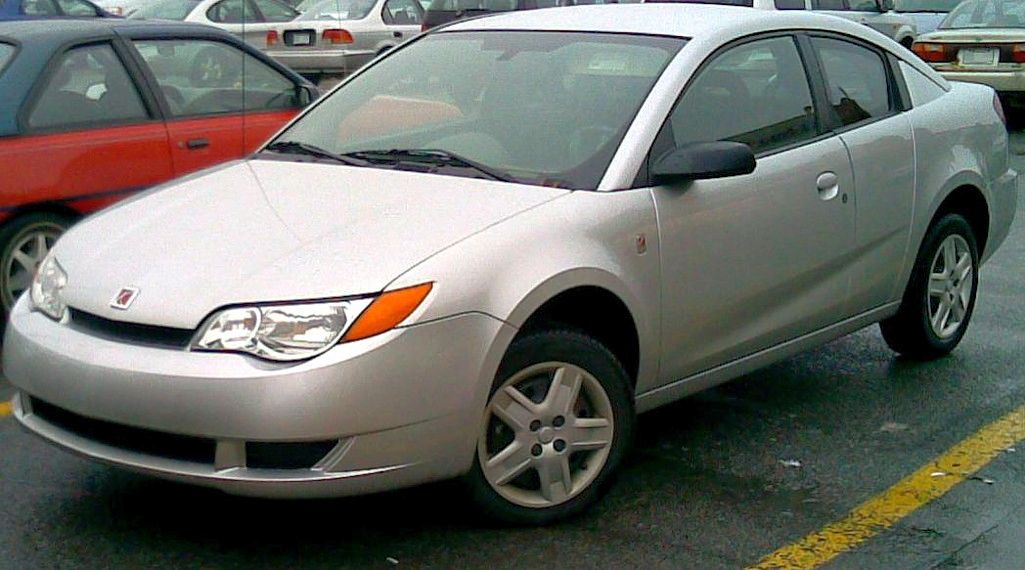
La versione berlina aerodinamica

Il modello venne presentato al salone dell'automobile di New York nel 2002. La motorizzazione standard prevedeva un motore bialbero a quattro cilindri in linea da 2,2 L, un quattro cilindri in linea da 2,4 L e un motore turbodiesel a quattro cilindri in linea da 2 L. Il propulsore era anteriore e trasversale, con la trazione all'avantreno.
Il pannello di bordo, invece di essere installato dietro al volante, era montato al centro del cruscotto. La Ion era offerta in tre livelli di allestimento: base, intermedio e superiore. La berlina aerodinamica aveva le portiere posteriori incernierate posteriormente. Il cambio era manuale o automatico a cinque rapporti. Dal 2003 al 2004 fu disponibile, sulle berline aerodinamiche, il cambio continuo. Nel 2004 il modello fu oggetto di un lieve aggiornamento che coinvolse il servosterzo e gli interni, che vennero resi migliori.

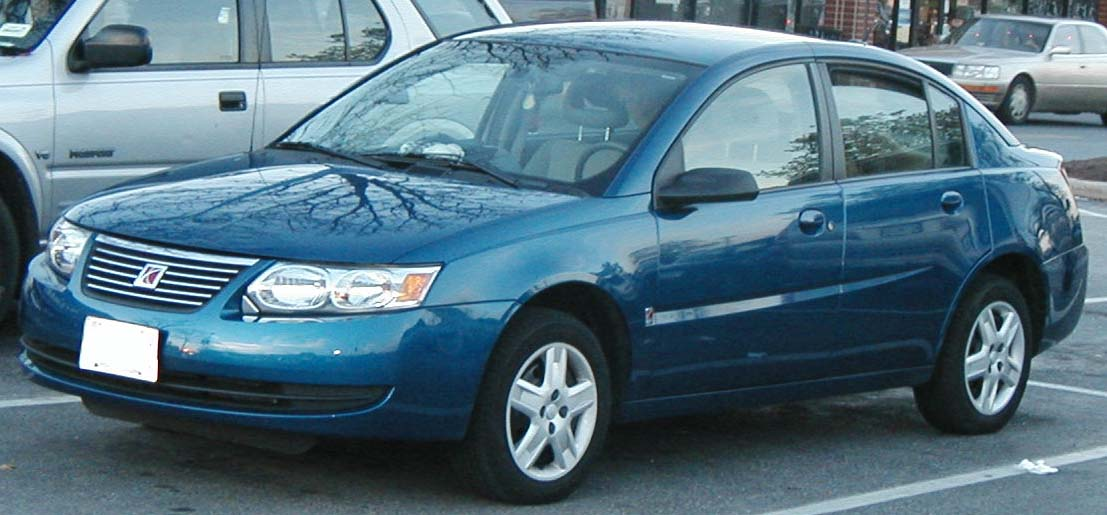
Una Saturn Ion del 2005

Nel 2005 le due trasmissioni del debutto vennero tolte dai listini a causa di problemi di affidabilità e furono sostituite da una cambio manuale o automatico a quattro velocità. Nello stesso anno gli interni vennero aggiornati nuovamente e venne introdotto un nuovo tipo di volante, lo stesso utilizzato sulla versione ad alte prestazioni, la Red Line. Nell'occasione furono approntati ritocchi anche alla linea, con l'aggiornamento della calandra, dei paraurti, dei copricerchioni e dei cerchioni in lega.
Nel 2006 e nel 2007 i motori vennero ripetutamente potenziati. Nel 2007, anno in cui il modello uscì poi di produzione, venne offerto l'allestimento aggiuntivo "Appearance Package", che era disponibile sull'allestimento lussuoso della berlina aerodinamica. Esso prevedeva dei paraurti posteriori ridisegnati, delle minigonne laterali, dei fendinebbia ellittici e dei tubi di scappamento cromati. Come già accennato, della Ion venne anche realizzata la versione Red Line, ovvero il modello ad alte prestazioni.
Nel febbraio del 2014 la Ion fu oggetto di un richiamo in fabbrica a causa di un difetto riscontrato nel sistema di iniezione.

## Sicurezza
I risultati nei test sulla sicurezza effettuati dalla NHTSA sulla Saturn Ion furono:
| Anno | Tipo veicolo         | Impatto frontale lato guidatore | Impatto frontale lato passeggero | Impatto laterale lato guidatore | Impatto laterale lato passeggero | Ribaltamento |
| ---- | -------------------- | ------------------------------- | -------------------------------- | ------------------------------- | -------------------------------- | ------------ |
| 2003 | Berlina              |                                 |                                  | Non misurato                    |                                  |              |
| 2004 | Berlina              |                                 |                                  | Non misurato                    |                                  |              |
| 2004 | Berlina aerodinamica |                                 |                                  |                                 |                                  | Non misurato |
| 2005 | Berlina              |                                 |                                  |                                 |                                  |              |
| 2005 | Berlina aerodinamica |                                 |                                  |                                 |                                  |              |
| 2006 | Berlina              |                                 |                                  |                                 |                                  |              |
| 2006 | Berlina aerodinamica |                                 |                                  |                                 |                                  |              |
| 2007 | Berlina              |                                 |                                  |                                 |                                  |              |
| 2007 | Berlina aerodinamica |                                 |                                  |                                 |                                  |              |